# Ludovic al X-lea al Franței
Ludovic al X-lea al Franței (franceză Louis X le Hutin sau le Querelleur, sp. el Obstinado), (n. 4 octombrie 1289, Paris, Regatul Franței – d. 5 iunie 1316, Vincennes, Métropole du Grand Paris, Franța), numit Arțăgosul, fiul lui Filip IV și a Ioanei I de Navara, a fost Regele Navarei din 1305 și Regele Franței din 1314 până la moartea sa.

## Origini
Ludovic s-a născut la Paris, obișnuit cu viața de la curtea regală a căutat să mărească puterea monarhiei absolutiste.  După moartea mamei sale, Ioana I de Navara,  pe 2 aprile 1305, obține titlul de rege al Navarei. După moartea tatălui său, devine oficial Regele Franței  și este încoronat la Reims în august 1315.

## Căsătoria
Pe 21 septembrie 1305 se căsătorește cu Margareta de Burgundia (1290-1315), fata lui Robert al II-lea, Duce de  Burgundia, având un singur copil - Ioana (28 Ianuarie , 1312 – 6 Octombrie , 1349). În 1313 Ludovic își acuză soția de adulter și o întemnițează în Château-Gaillard, iar amantul ei a fost torturat și executat. 
Margareta moare și ea mai târziu în circumstanțe suspecte, probabil ucisă  pe 14 august 1315 la Château-Gaillard. Ludovic se recăsătorește câteva zile mai târziu, pe 19 august 1315, cu Clementa de Anjou (1293–1328), fata lui Carol Martel de Naples și a Clementei de Habsburg, sora lui Carol I Robert de Anjou, Regele Ungariei.

## Succesorul Postum
Ludovic va muri în 1316, posibil de deshidratare sau de la otrăvire, În acel timp nu se cunoștea prințul moștenitor, deoarece Clémence era însărcinată. Se va naște Ioan Postumul, care însă va muri cinci zile mai târziu. Astfel se va urca la tron fratele lui Ludovic al X-lea, Filip V Lunganul.